# Piotr Paziński
Piotr Paziński (* 9. července 1973) je polský spisovatel.

## Život a dílo
Je redaktorem židovského měsíčníku Midrasz.

### České překlady zpolštiny
- Ptačí ulice (orig. 'Ptasie ulice', 2013). 1. vyd. Brno: Větrné mlýny, 2016. Překlad: Pavel Peč
- Letní byt (orig. 'Pensjonat', 2009). 1. vyd. Praha: Havran, 2012. 124 S. Překlad: Lucie Zakopalová